# NGC 2365
NGC 2365 (другие обозначения — UGC 3821, MCG 4-18-8, ZWG 117.20, PGC 20838) — спиральная галактика с перемычкой (SBa) в созвездии Близнецов. Открыта Альбертом Мартом в 1864 году. Абсолютная звёздная величина галактики в полосе B составляет −19,81m, гелиоцентрическая скорость составляет 2249 км/с, дисперсия скоростей ― 122 км/с.
Этот объект входит в число перечисленных в оригинальной редакции «Нового общего каталога».